# Закон и порядок: Специальный корпус (сезон 7)
Премьера седьмого сезона полицейского процедурала «Закон и порядок: Специальный корпус» состоялась 20 сентября 2005 года на американском телеканале NBC; заключительная серия сезона вышла в эфир 16 мая 2006 года. В общей сложности, седьмой сезон состоял из двадцати двух эпизодов.

## Актеры и персонажи

### Основной состав
- Кристофер Мелони — детектив Эллиот Стейблер
- Маришка Харгитей — детектив Оливия Бенсон
- Ричард Белзер — детектив Джон Манч
- Дайан Нил — помощник окружного прокурора Кейси Новак
- Айс Ти — детектив Фин Тутуола
- Би Ди Вонг — доктор Джордж Хуанг
- Тамара Тюни — доктор Мелинда Уорнер
- Дэнн Флорек — капитан Дон Крейген

## Эпизоды
| № общий | № в сезоне | Название                     | Режиссёр             | Автор сценария               | Дата премьеры    | Зрители в США (млн) |
| --- | ---------- | ---------------------------- | -------------------- | ---------------------------- | ---------------- | ------------------- |
| 140 | 1          | «Demons» «Демоны»            | Дэвид Платт          | Аманда Грин                  | 20 сентября 2005 | 16,8                |
| На свободу выходит педофил, отсидевший за изнасилование девочки-подростка. После того, как его подозревают в новом нападении на подростка, Стейблер начинает работать под прикрытием. Он выдает себя за условно-освобожденного сексуального преступника, чтобы быть как можно ближе к подозреваемому. - Приглашенная звезда: Роберт Патрик |            |                              |                      |                              |                  |                     |
| 141 | 2          | «Design» «Замысел»           | Дэвид Платт          | Лиза Мари Петерсен           | 27 сентября 2005 | 15,3                |
| Молодая беременная женщина едва не покончила с собой из-за того, что ребёнок которого она вынашивает, зачат от насильника. А когда насильника привлекают к суду, девушка погибает в автокатастрофе. Позже выясняется, что она продала своего ещё не родившегося ребёнка сразу нескольким бездетным парам… - Приглашенные звезды: Джулиан Сэндз, Эстелла Уоррен, Линда Картер и Ронни Кокс |            |                              |                      |                              |                  |                     |
| 142 | 3          | «911» «911»                  | Тед Котчефф          | Патрик Харбинсон             | 4 октября 2005   | 16,2                |
| В службу спасения поступает звонок от маленькой девочки, которая говорит, что она заперта в комнате и очень хочет кушать. Исследуя звонок, некоторые офицеры подозревают, что это чья-то глупая и неуместная шутка. Однако Оливия убеждена, что девочка говорит правду. |            |                              |                      |                              |                  |                     |
| 143 | 4          | «Ripped» «Надрыв»            | Рик Уоллес           | Джонатан Грин                | 11 октября 2005  | 14,9                |
| Сын-подросток бывшего напарника Стейблера задержан за жестокое нападении на одноклассницу. Детективы выясняют: положительный со всех сторон мальчик употребляет стероиды, чтобы хватало сил и на учёбу, и на занятия спортом. - Приглашенные звезды: Пол Уэсли и Ноа Эммерих |            |                              |                      |                              |                  |                     |
| 144 | 5          | «Strain» «Напряжение»        | Константин Макрис    | Роберт Нейтан                | 18 октября 2005  | 14,4                |
| Полиция обнаруживают тела двух молодых мужчин-геев, которые были наркоманами, а также носителями нового штамм ВИЧ, убивающего своих жертв менее, чем за год. Тутуола узнает, что его сын Кен — гей, и старается принимать это адекватно. Детективы находят того, кто охотится на ВИЧ-инфицированных геев-наркоманов. В суде отец одной из жертв просит присяжных не судить строго убийцу его сына. |            |                              |                      |                              |                  |                     |
| 145 | 6          | «Raw» «Сырьё»                | Джонатан Каплан      | Дон Денун                    | 1 ноября 2005    | 15,2                |
| Шестилетний чернокожий мальчик погибает на детской площадке во время хаотичной стрельбы. Детективы прослеживают путь винтовки, из которой стреляли по детям, и выходят на оружейный магазин. Владелец магазина — лидер небольшой нацистской группы. - Приглашенные звезды: Марша Гей Харден, Марин Хинкль, Коди Кэш и Джон Рубинштейн |            |                              |                      |                              |                  |                     |
| 146 | 7          | «Name» «Имя»                 | Дэвид Платт          | Майкл Фазекас                | 8 ноября 2005    | 15,8                |
| При строительстве детской площадки в песке находят кости мальчика, пропавшего 27 лет назад. Детективы выясняют, что вместе с ним пропали ещё три ребёнка. Это дело связывают с делом найденного более 20 лет назад «мальчика в коробке», которого так и не удалось опознать. - Сюжет основан на реальных событиях - Приглашенные звезды: Паула Гарсес и Джон Рубинштейн |            |                              |                      |                              |                  |                     |
| 147 | 8          | «Starved» «Голод»            | Дэвид Платт          | Лиза Мари Петерсен           | 15 ноября 2005   | 15,7                |
| Детективы расследуют изнасилования трёх женщин, которых связывало только одно — вечеринки быстрых свиданий. Их общий знакомый — хирург, который вовсе не одинок. Он склоняет свою подругу к даче ложных показаний в его пользу. Когда она заявляет о своей лжи, он, будучи уже осужденным, доводит её до самоубийства. - Приглашенные звезды: Вероника Картрайт, Тина Холмс, Дин Кэйн и Тери Гарр |            |                              |                      |                              |                  |                     |
| 148 | 9          | «Rockabye» «Роковая встреча» | Питер Лето           | Патрик Харбинсон             | 22 ноября 2005   | 17,1                |
| Шестнадцатилетняя девушка доставлена в больницу с сильными побоями, в результате которых она потеряла ребёнка. Её отец настаивает на изнасиловании, обвиняя в этом преступлении её бойфренда. Позже детективы выясняют, что изнасилования не было, а вот избил её именно он. Однако, девушка сама попросила его об этом, чтобы избавиться от нежелательной беременности. |            |                              |                      |                              |                  |                     |
| 149 | 10         | «Storm» «Ураган»             | Дэвид Платт          | Нил Бэр и Аманда Грин        | 29 ноября 2005   | 17,5                |
| Девушка-подросток и её младшая сестра попадают в больницу после того, как их сбивает машина. Однако, их отец вместе со средней сестрой убегает с места аварии. Детективы выясняют, что три сестры из Нового Орлеана были похищены педофилом, когда вся их семья погибла во время страшного урагана. Неожиданно преступник умирает от сибирской язвы и теперь предстоит узнать, каким образом он заразился. Бенсон через репортера информирует общественность об опасности заражения, тем самым ставя под угрозу свою свободу. - Приглашенные звезды: Мэттью Сеттл, Расселл Хорнсби и Кеке Палмер |            |                              |                      |                              |                  |                     |
| 150 | 11         | «Alien» «Чужаки»             | Константин Макрис    | Хосе Молина                  | 6 декабря 2005   | 16,3                |
| Детективы ведут расследование серьезного ножевого ранения мальчика в католической школе, в результате которого ребёнок остался парализованным. Детективы выясняют, что он третировал в школе девочку, мама которой — открытая лесбиянка. - Приглашенные звезды: Ракель Кастро и Эми Пьетц |            |                              |                      |                              |                  |                     |
| 151 | 12         | «Infected» «Заражение»       | Мишель Макларен      | Майкл Фазекас и Тара Баттерс | 3 января 2006    | 15,2                |
| Мать-одиночка, наркоманка и проститутка, убита в своей квартире. Единственный свидетель — её сын, который все это время прятался в шкафу. Убийцу он не видел, но слышал его голос. На опознании ребёнок растерялся и не смог опознать убийцу. А когда мужчину отпустили — мальчик убил его. - Приглашенные звезды: Джудит Лайт, Гордон Клэпп и Малкольм Дэвид Келли |            |                              |                      |                              |                  |                     |
| 152 | 13         | «Blast» «Разрушитель»        | Питер Лето           | Аманда Грин                  | 10 января 2006   | 14,7                |
| Маленькая девочка похищена по дороге домой. Уорнер по следам крови, оставшимся в машине похитителя, выясняет, что у ребёнка лейкемия. Она спешит в дом родителей девочки, и становится заложницей похитителя, который требует выкуп за девочку. |            |                              |                      |                              |                  |                     |
| 153 | 14         | «Taboo» «Табу»               | Артур У. Форни       | Дон Денун                    | 17 января 2006   | 16,1                |
| В мусорном баке обнаружен новорожденный мальчик. Детективы выясняют, что мать — студентка колледжа, и что год назад она уже рожала, но ребёнка предъявить не смогла. Позже тест на отцовство показывает, что выброшенный ребёнок был результатом кровосмесительной связи девушки с её отцом. |            |                              |                      |                              |                  |                     |
| 154 | 15         | «Manipulated» «Манипуляция»  | Мэтт Эрл Бисли       | Хосе Молина                  | 7 февраля 2006   | 15,2                |
| В собственной квартире найдена убитой молодая девушка. Днем она — юрист, вечером — стиптизерша. Камеры наблюдения зафиксировали, как она входит в дом с мужем своей начальницы, которая уже несколько лет прикована к инвалидному креслу. * Приглашенная звезда: Ребекка Де Морнэй |            |                              |                      |                              |                  |                     |
| 155 | 16         | «Gone» «Потеря»              | Джордж Паттисон      | Джонатан Грин                | 28 февраля 2006  | 13,8                |
| Трое студентов обвиняются в изнасиловании и убийстве девушки из Канады, которая переехала на Манхэттен после окончания школы. Нет ни заявления от потерпевшей, ни её тела. Двое из подозреваемых во всем обвиняют третьего соучастника. Узнав об этом, он становится единственным свидетелем обвинения, а потом таинственным образом исчезает. |            |                              |                      |                              |                  |                     |
| 156 | 17         | «Class» «Занятие»            | Аарон Липстадт       | Пол Греллонг                 | 21 марта 2006    | 13,5                |
| Тело студентки найдено в районе особо популярном среди проституток. Однако, девушка слишком умна, чтобы торговать телом — многие в колледже покупают у неё курсовые работы. У её соседки по комнате детективы находят дорогое кольцо с бриллиантом, которая та нашла на тумбочке убитой девушки. Именно оно и приводит детективов в мир онлайн игр в покер, в котором девушка зарабатывала себе на обучение. |            |                              |                      |                              |                  |                     |
| 157 | 18         | «Venom» «Злость»             | Питер Лето           | Джудит Маккрири              | 28 марта 2006    | 14,2                |
| Сын Тутуолы задержан патрульными на пустыря с лопатой. Парень утверждает, что искал тело после подслушанного в баре разговор о убийстве женщины и её захоронения на пустыре. Тутуола и его жена уверены, что их сын никого не убивал, однако Кен отказывается пройти ДНК-тестирование. Детектив подозревает, что это как-то связано с двоюродным братом Кена, который имеет давние судимости. - Приглашенные звезды: Эллен Анна Муф и Ludacris - Сюжет серии продолжается в двадцать втором эпизоде восьмого сезона под названием «Облажавшиеся»                                                 |            |                              |                      |                              |                  |                     |
| 158 | 19         | «Fault» «Разлом»             | Пол Маккрейн         | Майкл Фазекас и Тара Баттерс | 4 апреля 2006    | 15,4                |
| Убита целая семья, из которой пропали двое малолетних детей. Старший сын, находящийся в тюрьме, сообщает, что какой-то мужчина преследовал его сестру. Детективы выясняют, что похитил их совершенно ненормальный психопат-убийца. Оливия просит дать ей нового напарника после разговора со Стейблером, который слишком близко воспринимает все, что с ней связано. |            |                              |                      |                              |                  |                     |
| 159 | 20         | «Fat» «Толстый»              | Хуан Хосе Кампанелла | Патрик Харбинсон             | 2 мая 2006       | 15,3                |
| Оливию переводят в отдел компьютерных преступлений, а Стейблер вместе с новым напарником расследуют дело о избиении и изнасиловании в извращенной форме шестнадцатилетней девушки. Выясняется, что это сделали двое подростков, которые хотели отомстить за избиение ею своего старшего брата. - Приглашенная звезда: Руни Мара |            |                              |                      |                              |                  |                     |
| 160 | 21         | «Web» «Паутина»              | Питер Лето           | Пол Греллонг                 | 9 мая 2006       | 12,9                |
| Во время выступления в школе группы волонтеров, маленький мальчик рассказывает, что его друг подвергается сексуальному домогательству. Его мать рассказывает, что бывший муж недавно освободился из тюрьмы, где отбывал срок за совращение старшего сына. - Сюжет серии основан на реальных событиях |            |                              |                      |                              |                  |                     |
| 161 | 22         | «Influence» «Влияние»        | Норберто Барба       | Иэн Бидерман                 | 16 мая 2006      | 13,0                |
| Школьница обвиняет двух своих одноклассников в изнасиловании. Позже эта же девушка на автомобиле выезжает на тротуар и сбивает девять человек, одна девочка погибает. Позже выясняется, что обвинения в изнасиловании ложные, а подросток давно страдает психическим расстройством. |            |                              |                      |                              |                  |                     |